# Lauren Bush
Lauren Pierce Bush Lauren (Denver, Colorado, 1984. június 25. –) amerikai divatmodell. 
A Princetoni Egyetemen szerzett diplomát antropológiából és fényképészetből. Édesapja Neil Mallon Pierce Bush amerikai üzletember. Szerepelt a Vogue magazin címlapján, fotói a Vanity Fair magazinban is megjelentek. Modellkedett a Tommy Hilfigernek és az Abercrombie & Fitchnek is. Vegetáriánus.